# Hugo Schottmüller
Hugo Schottmüller (* 22. September 1867 in Trebbin, Kreis Teltow in Brandenburg; † 19. Mai 1936 in Hamburg) war ein deutscher Internist und Bakteriologe. Er publizierte 1913 eine klassische Definition der Sepsis.

## Leben
Schottmüller studierte an der Universität Tübingen, Berlin und Greifswald Medizin. In Tübingen wurde er Mitglied des Corps Rhenania, in Berlin des Corps Marchia.
Nach dem Staatsexamen 1893 promovierte er in Greifswald und trat wenig später den Militärdienst im Reichsheer an. Danach begann er seine klinische Tätigkeit an der chirurgischen Klinik des Klinikums Hamburg-Eppendorf unter Max Schede, nahm aber eine Tätigkeit am Hygienischen Institut der Universität Greifswald bei Friedrich Loeffler an. Bereits 1895 trat er eine Stelle als Oberarzt der Direktorialabteilung in Hamburg an. Als leitender Oberarzt folgte er Hermann Lenhartz an das Klinikum Eppendorf, mit der Möglichkeit dort eigenhändig klinische Studien durchführen zu können. 1913 schloss sich der Ruf an die Deutsche Universität zu Prag und damit der Leitung der dortigen Medizinischen Klinik an. 1919 kehrte er nach Hamburg zurück, um dort die Leitung der medizinischen Poliklinik zu übernehmen. Nur sechs Jahre später erhielt er die Ernennung zum ordentlichen Professor und hielt diese Position bis kurz vor seinem Tod 1936. Nach der „Machtergreifung“ der Nationalsozialisten trat er 1933 der NSDAP bei. Am 11. November desselben Jahres unterzeichnete er das Bekenntnis der deutschen Professoren zu Adolf Hitler.

## Werk
Schottmüllers Verdienste liegen auf dem Gebiet der klinischen Bakteriologie und Serologie. Die durch ihn geprägte Definition der Sepsis hat noch heute Gültigkeit.
Ihm zu verdanken sind die Abgrenzung der verschiedenen Typhusformen, insbesondere die Entdeckung des Paratyphus um 1900 und dessen Prognose. Auch forschte er an der Endocarditis lenta und den Viridans-Streptokokken, die er entdeckte. Weiterhin untersuchte er die Bedeutung anaerobischer Bakterien in Bezug auf durch sie verursachte Erkrankungen wie der thrombophlebitischen Sepsis und anderer Krankheiten wie der  Meningitis cerebrospinalis epidemica. Er veröffentlichte darüber hinaus einen Leitfaden über klinisch-bakteriologische Kulturmethoden.
Durch die Deutsche-Sepsis-Gesellschaft e. V. wird unter seinem Namen jährlich ein Preis für besondere Dienste in der Sepsis-Forschung verliehen.
In Hamburg-Eppendorf gab es eine nach ihm benannte Schottmüllerstraße, die im November 2014 wegen der NSDAP-Mitgliedschaft Hugo Schottmüllers nach Oda Schottmüller umgewidmet wurde. Sie war die Tochter des Cousins von Hugo Schottmüller, des Archivars Kurt Schottmüller, und wurde als Widerstandskämpferin gegen den Nationalsozialismus im August 1943 in Berlin-Plötzensee enthauptet.